# Brandon Taylor (cestista)
Brandon Charles Malik Taylor (West Hollywood, 8 gennaio 1994) è un cestista statunitense.

## Statistiche

### College
| Anno      | Squadra   | PG  | PT  | MP   | TC%  | 3P%  | TL%  | RP  | AP  | PRP | SP  | PP   |
| --------- | --------- | --- | --- | ---- | ---- | ---- | ---- | --- | --- | --- | --- | ---- |
| 2012-2013 | Utah Utes | 29  | 13  | 20,8 | 42,9 | 42,0 | 72,1 | 1,6 | 2,0 | 0,9 | 0,0 | 6,9  |
| 2013-2014 | Utah Utes | 33  | 33  | 31,4 | 42,5 | 39,8 | 80,6 | 2,1 | 3,5 | 0,9 | 0,1 | 10,6 |
| 2014-2015 | Utah Utes | 35  | 35  | 30,2 | 44,5 | 43,9 | 85,7 | 2,6 | 3,3 | 1,3 | 0,0 | 10,6 |
| 2015-2016 | Utah Utes | 36  | 36  | 32,9 | 39,5 | 33,5 | 82,1 | 2,3 | 3,9 | 1,7 | 0,0 | 9,7  |
| Carriera  | Carriera  | 133 | 117 | 29,2 | 42,2 | 39,4 | 80,7 | 2,2 | 3,2 | 1,2 | 0,0 | 9,5  |

## Palmarès
- Campionato ungherese: 1

Albacomp: 2016-17
- Coppa d'Ungheria: 1

Albacomp: 2017
- Campionato italiano: 1

Virtus Bologna: 2024-25